# Karl Otten
Karl Otten (* 29. Juli 1889 in Oberkrüchten; † 20. März 1963 in Muralto am Lago Maggiore) war ein deutscher Schriftsteller.

## Leben

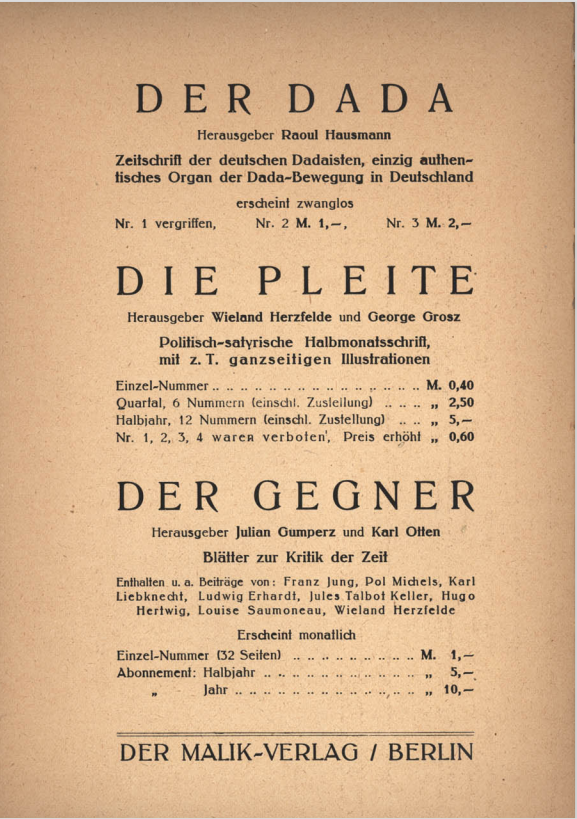
Malik-Verlag Berlin, Anzeige für Der Dada, Die Pleite, Der Gegner, 1919. Letzterer wurde von Karl Otten und Julian Gumperz herausgegeben

Karl Otten war der Sohn eines Zollbeamten. Von 1890 bis 1905 wuchs er auf in Köln, danach Dortmund, Bochum und Aachen (von 1907 an), dort war er Schüler des Kaiser-Wilhelm-Gymnasiums, wo er einem Kreis literaturbegeisterter Gleichaltriger angehörte; weitere Mitglieder waren Walter Hasenclever und Ludwig Strauss sowie Philipp Keller und Julius Talbot Keller. Mit Hasenclever und J. Talbot Keller gab er 1910 den „Aachener Almanach“ heraus. In Aachen machte er Bekanntschaft mit den sozialreformerischen Ideen des katholischen Priesters Carl Sonnenschein, des Begründers und Leiters des „Volksvereins für das katholische Deutschland“, die ihn stark beeinflussten.
1910 begann Otten – auf Empfehlung von Carl Sternheim, der in Aachen-Burtscheid zur Kur weilte und ihm einen Kontakt zu Franz Blei vermittelte – in München zu studieren, erst ein Studium der Volkswirtschaftslehre an der Universität München; später wechselte er zur Kunstgeschichte. Während seiner Studienzeit unternahm er Reisen nach Frankreich, Italien, Albanien und Griechenland. In München schloss er sich der anarchistischen Gruppe Tat um Erich Mühsam an und hatte Kontakt zu Autoren wie Frank Wedekind, Heinrich Mann und Franz Blei. 1913 setzte Otten sein Studium an der Universität Bonn fort. Nachdem man ihn dort wegen eines Schmuggelvergehens relegiert hatte, wechselte er 1914 ein weiteres Mal den Studienort und ging nach Straßburg.
Zu Beginn des Ersten Weltkriegs wurde er wegen seiner anarchistischen und pazifistischen Einstellung zeitweise in Tübingen interniert und anschließend als „Arbeitssoldat“ bei einer Briefzensurstelle in Trier eingesetzt. 1918 wurde er nach dem Erscheinen seines Gedichtbandes Die Thronerhebung des Herzens erneut verhaftet; erst nach Beginn der Novemberrevolution wurde er aus der Festungshaft in Koblenz entlassen.
Otten übersiedelte 1918 mit seiner ersten Ehefrau, der österreichischen Malerin und Designerin Maria Rosalie Friedmann, genannt Mitzi, mit der er seit 1916 verheiratet war, nach Wien. Das Paar hatte einen Sohn, Hugo Julian.
Von Wien aus beteiligte sich Otten an mehreren Zeitschriftenprojekten, die den revolutionären Umsturz in Deutschland propagierten. So gab er zusammen mit Julian Gumperz im Malik-Verlag die Blätter zur Kritik der Zeit Der Gegner heraus, in dessen ersten Heft sein Jugendfreund Julius Talbot Keller das Pamphlet Was sind Revolutionen? veröffentlichte.
Er hatte Kontakt zu Joseph Roth, Alfred Polgar, Robert Musil und zu Sigmund Freud. Nachdem Otten sich von seiner Frau getrennt hatte, ging er 1922 nach Berlin, wo er als Journalist für verschiedene republiktreue Zeitungen und Zeitschriften tätig war. Nach der nationalsozialistischen Machtergreifung emigrierte er am 12. März 1933, wobei er über Paris nach Barcelona floh und von dort nach Cala Ratjada auf Mallorca, wo er am 27. März 1933 eintraf. Die beiden folgenden Winter, den Winter 1933/34 und 1934/35, hielt er sich in Paris auf. Ab 1935 war sein ständiger Wohnort das Fischerdorf Cala Ratjada.
Nach dem Beginn des Spanischen Bürgerkriegs gelang ihm die Flucht vor der drohenden spanischen Internierung; über Frankreich gelangte er schließlich nach Großbritannien. In den nächsten Jahren arbeitete er in London für die BBC sowie für deutsch- und englischsprachige Zeitschriften. Nach seiner vollständigen Erblindung im Jahre 1944 war er bei der Fortsetzung seiner journalistischen Arbeit auf die Unterstützung seiner zweiten Ehefrau, der Übersetzerin Ellen Otten (1909–1999), geborene Kroner, die er 1930 kennengelernt und 1939 geheiratet hatte, angewiesen. Ab 1947 war Otten britischer Staatsbürger. 1958 übersiedelte er nach Minusio bei Locarno im schweizerischen Kanton Tessin, wo er seine letzten Lebensjahre verbrachte.
Karl Ottens Werk umfasst neben seinen journalistischen Arbeiten Romane, Theaterstücke, Gedichte und Essays. Otten war ab 1914 Mitarbeiter der Zeitschrift Die Aktion; mit seinem Erzählungsband Der Sprung aus dem Fenster schuf er ein bedeutendes Prosawerk des literarischen Expressionismus.
Im Laufe der 1920er-Jahre entstanden weitere erzählerische Werke, und im Anschluss an seine Flucht aus Spanien schrieb Otten mit Torquemadas Schatten einen wichtigen Roman über den Spanischen Bürgerkrieg. Während seines Exils in Großbritannien wurde er vor allem durch die englische Übersetzung seiner soziologischen Analyse des Nationalsozialismus bekannt, die 1942 unter dem Titel A combine of aggression erschien (das deutsche Original wurde erst 1989 als Geplante Illusionen veröffentlicht).
Nach dem Zweiten Weltkrieg war Otten vor allem als Herausgeber von Anthologien mit Texten der im Dritten Reich unterdrückten jüdischen und expressionistischen Autoren tätig, auf die er auch in Vorträgen und Essays unermüdlich aufmerksam machte.
Karl Otten war Mitglied der Mainzer Akademie der Wissenschaften und der Literatur sowie der Deutschen Akademie für Sprache und Dichtung in Darmstadt. 1961 erhielt er den Leo-Baeck-Preis.
Der „Karl-Otten-Preis für Expressionismus und Exilforschung“ wird durch das Deutsche Literaturarchiv in Marbach am Neckar verliehen.

## Werke

### Allgemeines

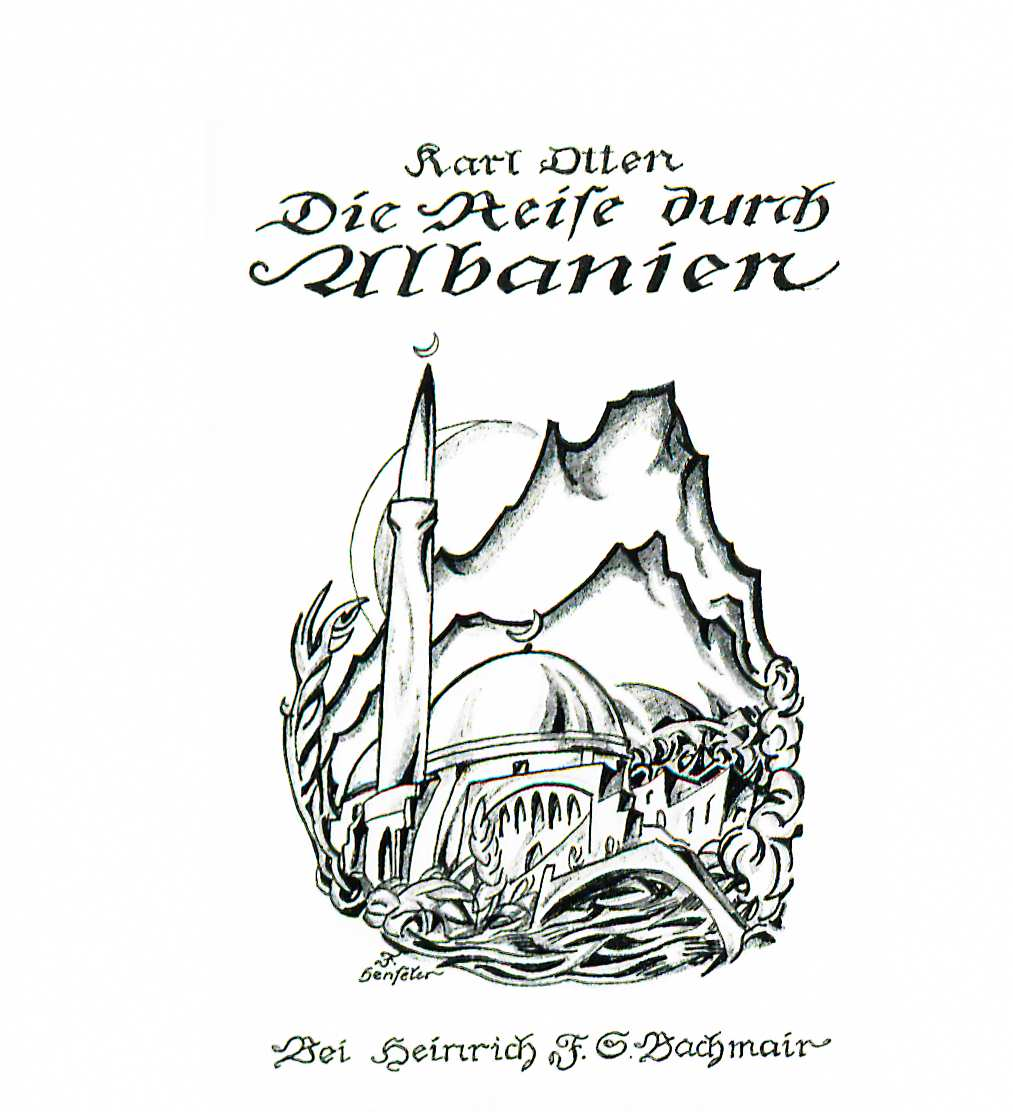
Karl Otten: Die Reise nach Albanien. Umschlagzeichnung von Franz Seraph Henseler

- Die Reise durch Albanien (1912), München 1913.
  - Neuauflage als Die Reise durch Albanien und andere Prosa. Hrsg. Ellen Otten u. Hermann Ruch, Arche Verlag, Zürich 1989, ISBN 978-3-7160-2085-2.
  - Neuauflage herausgegeben und mit einer Einleitung von Elisabeth Pfurtscheller, Eutin 2014, ISBN 978-1-4991-0401-1
- Der Sprung aus dem Fenster. Leipzig 1918.
- Die Thronerhebung des Herzens. Berlin-Wilmersdorf 1918.
- Lona, Wien 1920
- Der Fall Strauss, Berlin 1925
- Prüfung zur Reife, Leipzig 1928
- Die Expedition nach San Domingo. Schauspiel in acht Bildern, Berlin 1931
- Der schwarze Napoleon – Toussaint Louverture und der Negeraufstand auf San Domingo. Roman, Berlin 1931
- Paris 6. Mai 1932. Schauspiel in fünf Akten, Berlin 1932 (zusammen mit Stephan Fingal)
- Torquemadas Schatten, Stockholm 1938
  - Neuauflage im Konkret-Literatur Verlag 1980 in der Bibliothek der verbrannten Bücher. Hamburg 1980, ISBN 3-922144-07-1.
  - Torquemadas Schatten: Ein Mallorca-Roman aus dem Spanischen Bürgerkrieg, herausgegeben von Hartmut Ihnenfeldt, Reisebuch Verlag 2014 (E-Book und Taschenbuchausgabe)
- A combine of aggression : masses, elite and dictatorship in Germany. Transl. by Eden Paul & F. M. Field (from the author's German manuscript [hitherto unpublished]). London : Allen & Unwin 1942. Auf Deutsch erschienen als:
  - Geplante Illusionen – eine Analyse des Faschismus. Mit einem Nachw. von Lothar Baier, Luchterhand-Literaturverl., Frankfurt am Main 1989, ISBN 3-630-86706-5
- Der ewige Esel, Zürich [u. a.] 1949
- Die Botschaft, Darmstadt [u. a.] 1957
- Der Ölkomplex, Emsdetten (Westf.) 1959
- Herbstgesang, Neuwied a. Rh. 1961
- Wurzeln – Roman. Mit einem Abschiedsgruss von Kasimir Edschmid. Neuwied a. Rhein 1963
- Der unbekannte Zivilist, Stuttgart 1981
- Herbst 1939, Marbach am Neckar 1988
- Das tägliche Gesicht der Zeit, Aachen 1989
- Die Reise nach Deutschland, Bern [u. a.] 2000
- Karl Otten Lesebuch. Zusammengestellt und mit einem Nachwort versehen von Enno Stahl. Köln 2007 (= Nylands kleine rheinische Bibliothek, Bd. 1). ISBN 978-3-936235-17-3.
- Geschichten aus Cala Ratjada - Mallorca vor dem Spanischen Bürgerkrieg, herausgegeben und z. T. übersetzt von Hartmut Ihnenfeldt, Illustrationen Stefan Theurer, reisebuch.de, Plön 2013 und 2024.

### Ausgewählte Gedichte
- Lied des Hirten (Wo ist mein Lamm das ich herzte)
- Nußbäume (Von kühler Säure schwer und undurchsichtig)
- Heimweh (Heimweh quält mich nach einer anderen Welt)[5]

## Herausgeberschaft
- Georg Herwegh: Was macht Deutschland?, Berlin 1924
- Ahnung und Aufbruch. Expressionistische Prosa. Herausgegeben und eingeleitet von Karl Otten. Luchterhand, Darmstadt 1957 (Digitalisat im Internet Archive)
- Das leere Haus – Prosa jüdischer Dichter. Stuttgart 1959
- Schrei und Bekenntnis. Expressionistisches Theater. Herausgegeben und eingeleitet von Karl Otten. Luchterhand, Darmstadt 1959 (Digitalisat im Internet Archive)
- Albert Ehrenstein: Gedichte und Prosa, Neuwied a. Rh. [u. a.] 1961
- Georg Kreisler: Zwei alte Tanten tanzen Tango … und andere Lieder, Zürich 1961
- Expressionismus – grotesk, Zürich 1962
- Georg Kreisler: Der guate alte Franz und andere Lieder, Zürich 1962
- Schofar – Lieder und Legenden jüdischer Dichter., Neuwied a. Rh. 1962
- Ego und Eros – Meistererzählungen des Expressionismus. Mit einem. Nachwort von Heinz Schöffler. Die bio-bibliographische Notizen besorgte Ellen Otten, Goverts, Stuttgart 1963

## Übersetzungen
- Aelredus Rievallensis: Die heilige Freundschaft, München 1927
- George S. Bryan: Edison, Leipzig 1927
- Albert Londres: Bagno, Berlin 1924